# Honeycomb-spejl
Et honeycomb-spejl er et stort spejl, der normalt anvendes som hovedspejl i astronomiske spejlteleskoper, hvis spejlflade understøttes af en ribbet struktur, der ligner en bikage (engelsk: "honeycomb"). Dette design giver en passende rigiditet til ultra-høj præcisionsoptik, samtidig med at det reducerer spejlets vægt. Den reducerede vægt tillader mindre, lettere støtte- og kontrolstrukturer, hvilket gør konstruktionen af teleskopet billigere. Begrebet kan også henvise til spejle, der udgøres af et koordineret sæt af individuelle sekskantede spejle.

## Fodnoter
1. ↑  "Mirror, Primary Backup, Hubble Space Telescope". National Air and Space Museum. Arkiveret fra originalen 4. november 2013. Hentet 2008-04-26.

| Lyd og billede | Spire Denne artikel om billed- og lydteknologi er en spire som bør udbygges. Du er velkommen til at hjælpe Wikipedia ved at udvide den. |